# Ted Sizemore
Theodore Crawford Sizemore (Gadsden, Alabama, 15 de abril de 1945), más conocido como Ted Sizemore, es un exjugador profesional estadounidense de béisbol que se desempeñó en la posición de segunda base en las Grandes Ligas de Béisbol (MLB). Logró obtener el premio Novato del Año.

## Carrera
Sizemore jugó como profesional dos temporadas en Los Angeles Dodgers (1969-1970), después pasó por varios equipos, St. Louis Cardinals (1971-1975), Los Angeles Dodgers (1976), Philadelphia Phillies (1977-1978), Chicago Cubs (1979), y finalmente, se unió a Boston Red Sox, donde jugó dos temporadas (1979-1980), y fue el equipo en el que se retiró.

## Premios
En 1969, fue galardonado con el premio Novato del Año.